# Jerky

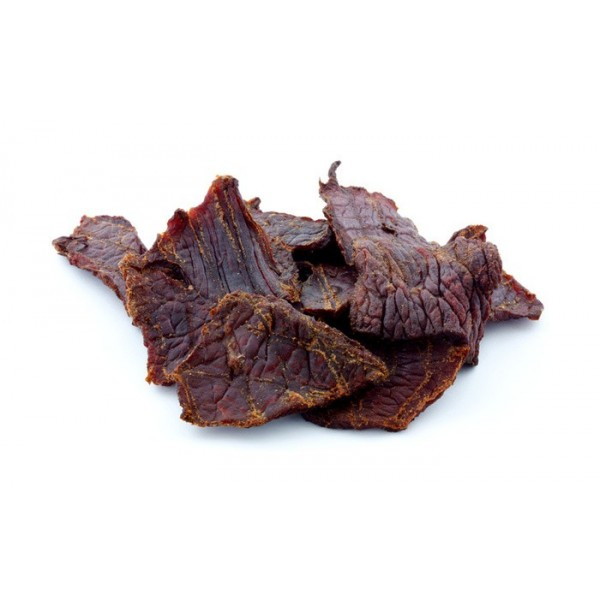
Hovězí jerky

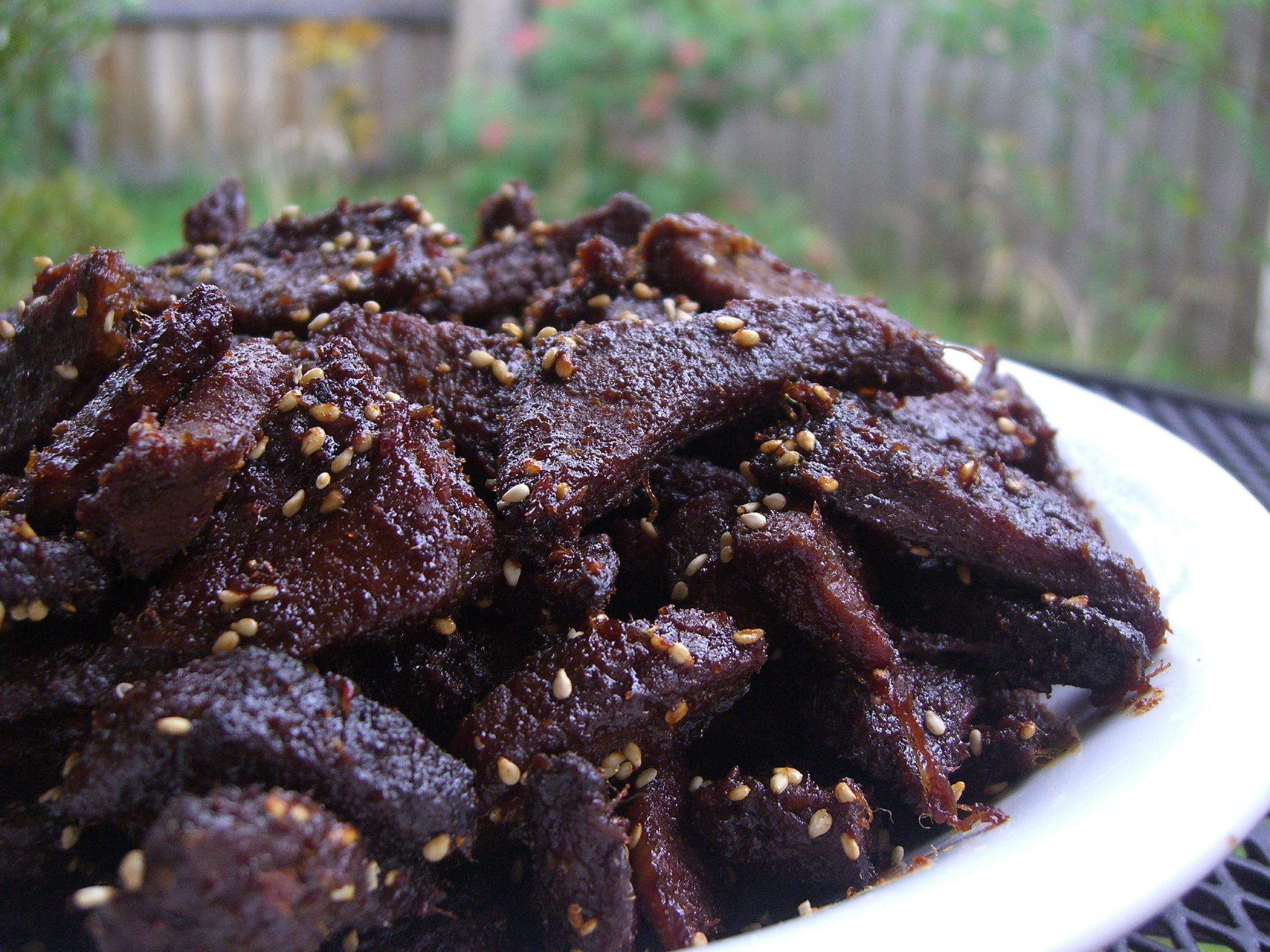
Hovězí jerky, marinované v pomerančové marinádě

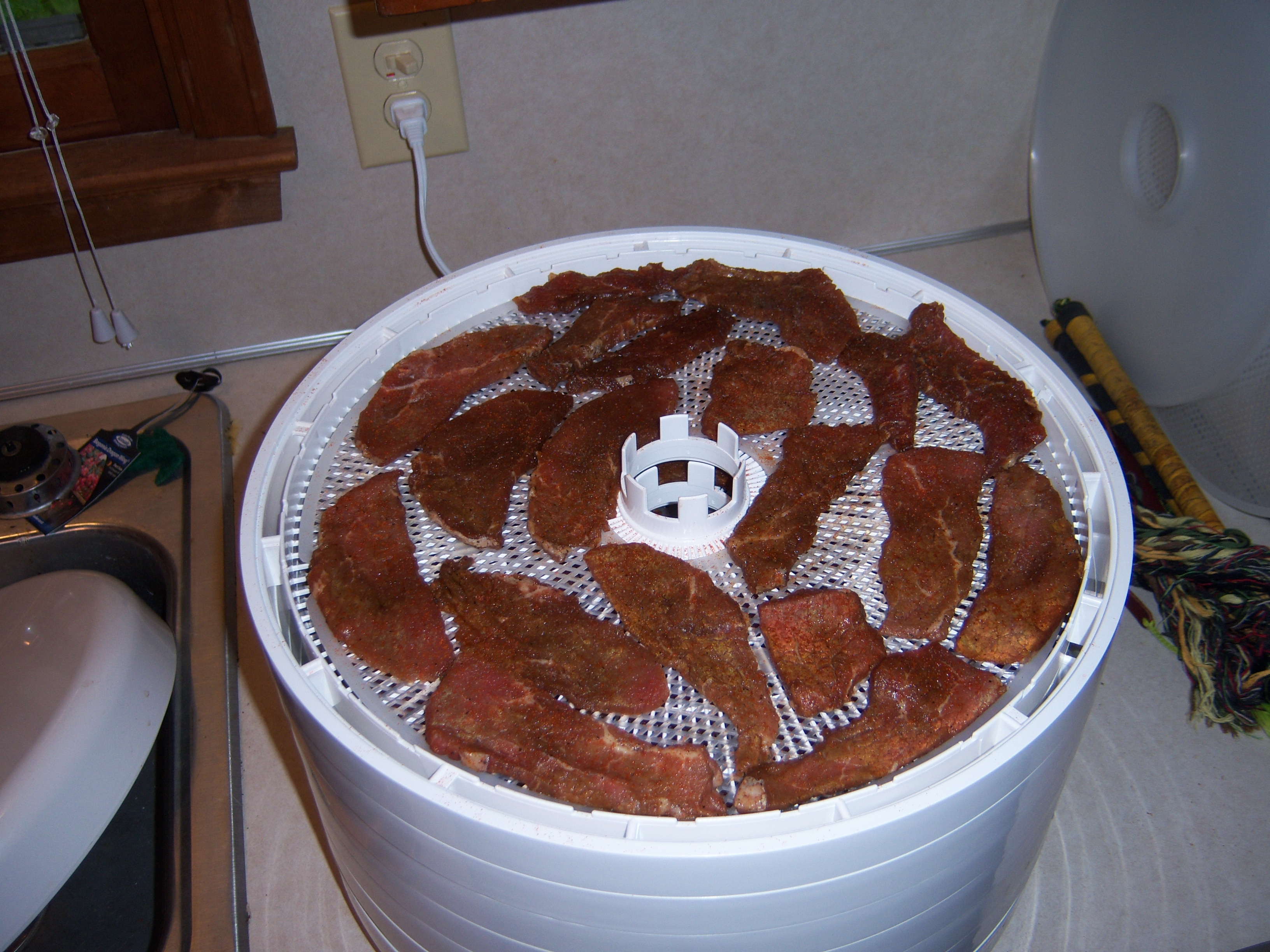
Domácí příprava jerky v sušičce

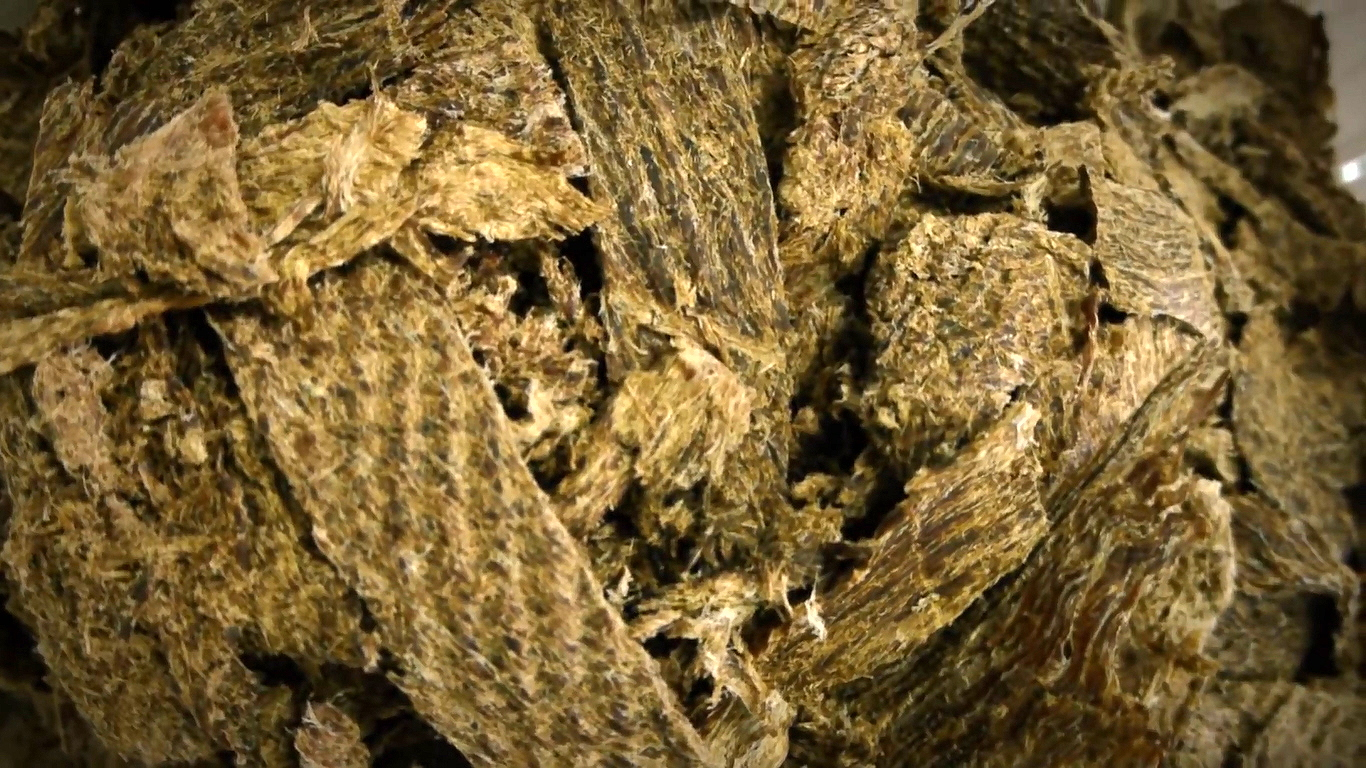
Ch'arki

Jerky je jeden z druhů sušeného masa. Jde o tenké plátky masa, které jsou vysušeny, často za pomoci soli, která má předejít zkažení masa při procesu sušení. Jerky se před sušením také často marinují, koření různými směsi koření nebo se udí za nízké teploty (pod 70 °C). Průmyslově vyráběné jerky se také často sladí.
Jerky není potřeba před přípravou nijak připravovat. Díky sušení je lze skladovat měsíce, bez nutnosti chlazení. Do balíčků průmyslově vyráběných jerky se přidává absorbér kyslíku, který zajišťuje, aby jerky vydrželo suché co nejdéle.
Základem může být v podstatě kterékoliv maso, nejčastěji to ale bývá hovězí, vepřové, kuřecí, krůtí, kachní, skopové, kozí, zvěřina nebo i ryby.

## Nutriční hodnoty
Typické třicetigramová porce jerky obsahuje okolo  10–15 gramů bílkovin (i když někdy může být obsah bílkovin mnohem vyšší), okolo 1 gramu tuku a 0–3 gramů sacharidů. Jerky obvykle obsahují i mnoho soli. Obsah tuku musí zůstavat vždy nízký, protože tuk se kazí snáz než zbytek masa.

## Původ názvu
Slovo jerky pochází z kečuánštiny, ze slova ch'arki. Jako ch'arki označovali andští Indiáni na slunci sušené maso z lam alpaka, které se buď krájelo na plátky, nebo se sušilo vcelku, i s kostí. Do španělštiny se slovo ch'arki často přepisuje jako charquí.